# Xorides californicus
Xorides californicus là một loài tò vò trong họ Ichneumonidae.